# 金沢きくこ
金沢 きくこ（かなざわ きくこ〈旧芸名：金沢 喜久子〔かなざわ きくこ〕〉、1955年9月28日 - ）は、福島県出身の日本の女優。ケイエムシネマ企画所属。身長156 cm。血液型はA型。特技は着付け、琴、三味線、日舞、東北弁。趣味は料理、釣り、旅行、ゴルフ、散歩。

## 出演

### テレビドラマ
- 「渡る世間は鬼ばかり」（TBS） - 北原夫人 役
- 「水中花」第5話（1979年8月9日、TBS）[3]
- 月曜サスペンスシリーズ（フジテレビ）
  - 「松本清張サスペンス・潜在光景」（1988年9月5日）[4]
  - 「乗り合わせた客」（1991年3月4日）[5]
  - 「女医彩子 伊豆半島・恐怖の往診」（1992年6月1日）[6]
- 「愛と哀しみの海 戦艦大和の悲劇」（1990年8月15日、TBS）
- 土曜ワイド劇場（テレビ朝日）
  - 「家政婦は見た!」
  - 「尼さん探偵名推理」第2作（1990年10月20日）[7]
  - 「牟田刑事官事件ファイル」第16作（1992年3月28日） - セツコ 役[8]
  - 「不倫期」（1992年4月18日）[9]
  - 「実年素人探偵とおんな秘書の名推理」第8作（1992年9月12日） - 沢本幸子 役[10]
  - 「木曽路殺人事件」（1993年11月13日）[11]
  - 「受験戦争殺人時代」（1994年3月5日） - 江木の母 役[12]
- 「刑事貴族」第1シリーズ 第33話（1991年2月22日、日本テレビ）
- 連続テレビ小説「君の名は」第30話・第31話・第34話・第39話（1991年5月4日・5月6日・5月9日・5月15日、NHK） - 女給 役[13]
- 「本当にあった怖い話」第1回（1992年4月13日、テレビ朝日）[14]
- 月曜・女のサスペンス「疑惑の構図」（1992年3月16日、テレビ東京）
- 「生命燃ゆ」（1992年7月16日、テレビ朝日）
- 「法医学教室の事件ファイル」（テレビ朝日）
  - 第1シリーズ 第7話「過労死の秘密!? 女医の疑惑」（1992年8月27日） - 松本芙美代 役[15]
  - 第2シリーズ 第1話「死体の復讐!? 女医の挑戦」（1993年7月1日）[16]
- 月曜ドラマスペシャル（TBS）
  - 「天に代わりて嫁を討つ」第1作（1993年8月23日）[17]
  - 「湯けむり仲居純情日記」第3作（1994年4月18日）[18]
- 火曜サスペンス劇場「検事 霧島三郎」（1994年11月22日 - 1999年10月26日、日本テレビ）
- 「病院」（1996年10月19日 - 11月2日、NHK）
- 「ご就職」（1998年5月16日 - 6月20日、NHK BS2）[19][20]
- 「スタイル!」第9話（2000年12月7日、テレビ朝日） - 相川みやび 役[21]
- 「サンシャイン デイズ」第1話・最終話（2007年8月26日 - 12月9日、テレビ神奈川）[22][23]
- 金曜プレステージ「松本清張スペシャル 殺人行おくのほそ道」（2007年12月7日、フジテレビ） - 喫茶店店員 役[24]
- 「感染爆発〜パンデミック・フルー」（2008年1月12日、NHK） - 付き添いの女性 役[25]
- 「CONTROL〜犯罪心理捜査〜」第7話（2011年2月22日、フジテレビ） - 須藤澄江 役[26]
- 「水戸黄門 第43部」第17話（2011年11月14日、TBS） - 加代 役[27]
- 水曜ミステリー9「多摩南署たたき上げ刑事・近松丙吉」第9作（2012年1月25日、テレビ東京） - 久木翔子 役[28]
- 「アリス IN ライアーゲーム」（2012年3月5日 - 3月8日、フジテレビ） - 女 役[29]
- 「ATARU」第4話（2012年5月6日、TBS） - 橋田由紀子 役[30]
- 「息もできない夏」第2話・第3話（2012年7月17日・7月24日、フジテレビ）
- 「あぽやん〜走る国際空港」第4話（2013年2月7日、TBS） - 中年客 役
- 「ルーズヴェルト・ゲーム」第1話（2014年4月27日、TBS） - 仲居 役
- 「ラスト・ドクター〜監察医アキタの検死報告〜」第4話（2014年8月1日、テレビ東京） - あずさの母 役
- 「マザー・ゲーム〜彼女たちの階級〜」第2話（2015年4月21日、TBS） - 小田寺早苗 役
- 「HERO」特別編（2015年8月1日、フジテレビ） - 婚約者の母 役[31]
- 世にも奇妙な物語「25周年記念! 秋の2週連続SP 映画監督編『箱』」（2015年11月28日、フジテレビ） - 朔子の母 役[32]
- 「Halo Halo House 〜ホセのニッポン・ダイアリー」（2016年1月16日 - 、ピープル・テレビジョン・ネットワーク） - 川崎春子 役
- 「臨床犯罪学者 火村英生の推理」最終話（2016年3月20日、日本テレビ） - ハイキングの老夫婦 役
- 金曜プレミアム「赤い霊柩車シリーズ」第36作（2016年3月25日、フジテレビ） - 香坂光子 役[33]
- 「A LIFE〜愛しき人〜」第4話（2017年2月5日、TBS） - 家族 役
- 「下剋上受験」第7話（2017年2月24日、TBS） - 矢崎多恵 役
- 「嘘の戦争」第9話（2017年3月7日、フジテレビ） - 八巻千穂 役
- 「花実のない森」（2017年3月29日、テレビ東京） - 「カルネ」のママ 役[34]
- 「明日の約束」第5話 - 第7話（2017年11月14日 - 11月28日、フジテレビ） - 本庄瑞希 役
- 「99.9-刑事専門弁護士- SEASON II」第8話（2018年3月11日、TBS） - 管理人 役
- 「グッド・ドクター」第5話（2018年8月9日、フジテレビ） - 高山の母 役
- 「ゼロ 一獲千金ゲーム」第6話（2018年8月19日、日本テレビ）
- 「義母と娘のブルース」第7話（2018年8月21日、TBS）
- 月曜名作劇場「銭の捜査官 西カネ子」第2作（2019年2月18日、TBS） - 松田 役[35]
- 「仮面ライダーゼロワン」第17話・第18話（2020年1月5日・1月12日、テレビ朝日） - 審査員 役[36]
- 「アンサング・シンデレラ 病院薬剤師の処方箋」第8話（2020年9月3日、フジテレビ） - 真壁 役
- 「きよしこ」（2021年3月20日、NHK） - 白石照子 役[37]
- 「スナック キズツキ」第6話（2021年11月13日、テレビ東京） - 香保の義母 役[38]
- 「競争の番人」（2022年、フジテレビ）
- 「DOCTORS〜最強の名医〜 ファイナル」（2023年、テレビ朝日） - 森脇恵 役
- 「王様に捧ぐ薬指」 第3話（2023年、TBS）
- 「特捜9 season7」 第4話（2024年4月24日、テレビ朝日） - 都築芳恵 役
- 潜入兄妹 特殊詐欺特命捜査官 第2話（2024年10月12日、日本テレビ） - 投資詐欺のターゲット 役[39]

### 映画
- 「あげまん」（1990年6月2日）
- 「紅蓮花」（1993年2月13日）
- 「新ファンキー・モンキー ティーチャー どつかれたるねん!」（1994年）
- 「紫陽花物語」（2007年）
- 「ブラック・エンジェルズ」シリーズ - 村越嘉代 役
  - 「ブラック・エンジェルズ2 黒き覚醒篇」（2012年7月4日）
  - 「ブラック・エンジェルズ3 黒き死闘篇」（2012年8月3日）
- 「寿/To Us」（2013年）
- 「MONSTERZ モンスターズ」（2014年5月30日） - 客 役
- 「星に語りて〜Starry Sky〜」（2019年3月10日） - 木村正江 役
- 「私はいったい、何と闘っているのか」（2021年12月17日） - 律子の母 役

### 再現
- 「THE突破ファイル」（2018年12月13日、日本テレビ）